# Manicouagan (rzeka)
Manicouagan – rzeka w Kanadzie, we wschodniej części prowincji Quebec o długości ok. 480 km oraz powierzchnia dorzecza 50 000 km².
Źródła tej rzeki znajdują się na południe od jeziora Opiskoteo. Rzeka ta przechodzi przez jezioro Manicouagan, a uchodzi ona do Rzeki św. Wawrzyńca.
Nad rzeką położona jest miejscowość Hauterive, Quebec (obecnie część miasta Baie-Comeau, Quebec).

## Hydroenergetyka
Dzięki systemowi kaskad rzekę tę wykorzystuje się do produkcji energii elektrycznej. Na przykład, tama Manic 5 ma 1314 metrów długości i 214 metrów wysokości.
Lista elektrowni:
- McCormick Power Station - 350 MW
- Manic 1 Power Station - 184 MW
- Manic-2 Power Station - 1024 MW
- Manic-3 Power Station - 1244 MW
- Manic 4 (projekt niewykonany)
- Daniel-Johnson Dam / Manic 5 Power Station - 1528 MW
- Manic 5 P.A. Power Station - 1064 MW